# Cratere Randver
Randver è un cratere sulla superficie di Callisto.
È stato intitolato in onore dell'omonimo re leggendario danese.